# Albert Sidney Johnston
Pour les articles homonymes, voir Albert Johnston et Johnston.
Albert Sidney Johnston (2 février 1803 – 6 avril 1862) est un officier de carrière dans l'United States Army, et un général de l'Armée du Texas et de l'armée confédérée durant la guerre de Sécession.
Au cours de sa carrière militaire, il fut témoin d'importants combats, de luttes contre la révolution texane, mais aussi de guerres comme la guerre américano-mexicaine, la guerre de l'Utah et la guerre de Sécession.
Considéré par le président des États confédérés d'Amérique Jefferson Davis comme le meilleur (et le deuxième plus haut gradé) officier général des États confédérés avant l'émergence de Robert E. Lee, il fut tué au début de la guerre civile lors de la bataille de Shiloh et fut le plus haut gradé, dans l'armée de l'Union ou celle des Confédérés, à perdre la vie durant la guerre. Davis était persuadé que la perte de Johnston « a été le point tournant de notre destin. »
Johnston n'avait aucun lien de parenté avec le général des forces confédérées Joseph E. Johnston.

## Jeunesse
Johnston est né à Washington, Kentucky (en), il était le plus jeune fils du Dr John et d'Abigail Harris Johnston. Son père était originaire de Salisbury, Connecticut. Bien qu'Albert Johnston naquît dans le Kentucky, il vécut une grande partie de sa vie au Texas où il se considérait comme chez lui. Il étudia d'abord à l'université Transylvania de Lexington (Kentucky), où il rencontra un autre étudiant, Jefferson Davis.
Tous deux furent nommés à l'Académie militaire de West Point, Davis deux ans après Johnston. En 1826, Johnston sortit huitième sur 41 élèves officiers, et obtint le grade temporaire de second lieutenant dans le 2e régiment d'infanterie des États-Unis (en) le 1er juillet 1826(p577). Il obtient le même jour une commission au même grade dans le 6e régiment d'infanterie(p577). Il est adjudant régimentaire du 14 septembre 1828 au 7 septembre 1862(p577).
Johnston fut affecté sur des postes dans l'État de New York et dans celui du Missouri, et en 1832, lors de la guerre de Black Hawk, il servit en tant que chef de cabinet de Henry Atkinson, le brigadier-général alors en fonction. En 1829, il épousa Henrietta Preston, sœur de l'homme politique du Kentucky qui plus tard, pendant la guerre de Sécession, allait devenir le général William Preston. Il démissionna de son poste en 1834 pour retourner dans le Kentucky afin de s'occuper de sa femme mourante, qui deux ans plus tard, devait succomber à la tuberculose. Ils avaient un fils, le colonel William Preston Johnston (en), qui servit également dans l'armée confédérée.

## Armée du Texas
En avril 1834, Johnston reprit l'activité d'élevage au Texas et s'engagea comme soldat dans l'armée du Texas pendant la guerre d'indépendance que livra cet état contre la république du Mexique en 1836. Un mois plus tard, Johnston fut promu au grade de major et obtint le poste d'aide de camp du général Sam Houston. Il fut nommé adjudant-général le 5 août 1836 alors qu'il était colonel de l'armée de la république du Texas. Le 31 janvier 1837, il devient brigadier-général supérieur, à la tête de l'armée du Texas.
Le 7 février 1837, il combattit dans un duel avec le brigadier-général du Texas Felix Huston (en), dans le but d'obtenir le commandement de l'armée du Texas; Johnston refusa de tirer sur Huston et perdit le poste après avoir été blessé au bassin. Le deuxième président de la république du Texas, Mirabeau B. Lamar, le nomma ministre de la guerre, le 22 décembre 1838. Johnston avait pour mission de défendre la frontière du Texas contre l'invasion du Mexique, et en 1839, il mena une campagne contre les Indiens dans le Nord du Texas. En février 1840, il démissionna et retourna dans le Kentucky, où en 1843 il épousa Eliza Griffin, cousine de sa défunte épouse. Le couple s'installa sur une grande plantation qu'il appela China Grove, située dans le comté de Brazoria, au Texas, et ce fut à cet endroit qu'ils élevèrent les deux enfants de Johnston, nés de son premier mariage, ainsi que les six enfants qu'ils eurent ensemble.

## Armée des États-Unis

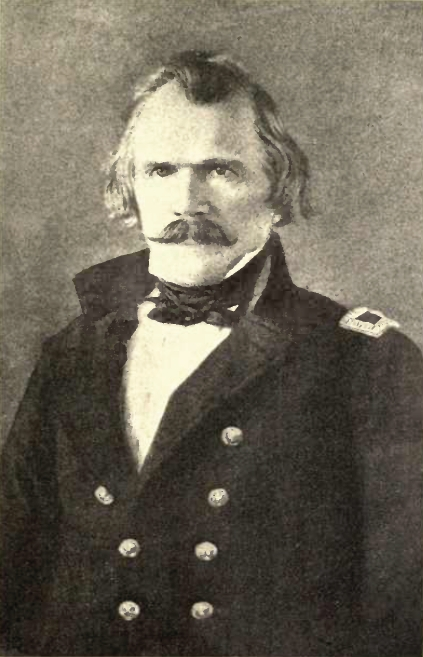
Albert S. Johnston

Johnston rejoignit à nouveau l'armée du Texas pendant la guerre américano-mexicaine en tant que colonel dans le premier régiment des fusiliers volontaires du Texas (1st Texas Rifle Volunteers) obéissant aux ordres du général Zachary Taylor du 8 juillet au 24 août 1846(p577). L'enrôlement de ses volontaires devint difficile juste avant la bataille de Monterrey. Johnston réussit à convaincre certains d'entre eux de rester et de se battre alors qu'il était lui-même inspecteur général des volontaires et livrait combat dans les batailles de Monterrey et de Buena Vista. Johnston resta sur sa plantation après la guerre jusqu'à ce que le président Taylor le nommât commandant de l'armée des États-Unis et officier payeur en décembre 1849 avec une date du prise de rang au 31 octobre 1849(p577).
Il occupa ce poste pendant plus de cinq ans, effectuant six périples et parcourant plus de 6 400 km par an sur la frontière indienne du Texas. Il servit sur la frontière du Texas à Fort Mason et ailleurs dans l'ouest. Le 3 mars 1855, le président Franklin Pierce le nomma colonel du nouveau 2e régiment de cavalerie de l'armée des États-Unis(p577-8) (l'unité qui précéda le tout nouveau 5e régiment de l'armée des États-Unis), un nouveau régiment qu'il avait organisé. Personnage clé dans la guerre de l'Utah, il dirigea les troupes de l'armée américaine qui établirent un gouvernement non-mormon sur l'ancien territoire mormon. Il reçoit un brevet de brigadier-général le 18 novembre 1857 pour « conduite méritoire dans la capacité d'énergie de zèle et la prudence affichée par lui dans le commandement de l'armée dans l'Utah »(p578). Il passa l'année 1860 dans le Kentucky jusqu'au 21 décembre, date à laquelle il rejoignit la Californie en bateau pour prendre le commandement de la Division du Pacifique (Department of the Pacific).

## Guerre de Sécession
Lors du déclenchement de la guerre civile, Johnston était aux commandes du département du Pacifique de l'armée des États-Unis en Californie. Comme beaucoup d'officiers de l'armée régulière du Sud, il était opposé à la sécession, mais il présenta sa démission peu après qu'il eut appris la sécession de son État adoptif, le Texas. Elle fut acceptée par le ministère de la guerre, le 6 mai 1861, mais fut effective à compter du 3 mai. Le 28 avril 1861, il s'installa à Los Angeles où il avait de la famille et y resta jusqu'en mai, quand, soupçonné par les autorités locales de l'Union, il échappa à son arrestation et rejoignit la milice sécessionniste, la Los Angeles Mounted Rifles en tant que soldat, quittant Warner's Ranch (en) le 27 mai. Il participa à son périple, traversant les déserts situés au sud-ouest du Texas, le Colorado, pour rejoindre l'Arizona confédéré le 4 juillet 1861.
Au début de la guerre civile, le président confédéré Jefferson Davis décida que l'ensemble des états confédérés tenteraient de conserver un maximum de son territoire; il déploya ainsi des forces militaires autour de ses frontières et sur les côtés. Durant l'été 1861, Davis nomma plusieurs généraux pour défendre les lignes confédérées du fleuve Mississippi, en direction de l'est, jusqu'aux monts Allegheny. Les zones les plus sensibles, et à bien des égards les plus cruciales, situées le long du Mississippi et à l'ouest du Tennessee et de la Cumberland, furent placées sous le commandement du major général Leonidas Polk et du brigadier-général Gideon Pillow, qui avait auparavant été aux commandes dans le Tennessee en tant que général en chef de cet État. Leur occupation impolitique de Columbus (Kentucky), le 3 septembre 1861, deux jours avant l'arrivée de Johnston qui avait traversé le pays pour atteindre Richmond (en), alors capitale des États confédérés, conduisit le Kentucky à renoncer à sa neutralité déclarée, et la majorité des habitants de cet état à rejoindre le camp de l'Union. Leur action fournit au brigadier général Ulysses S. Grant une excuse pour prendre le contrôle de la ville de Paducah (Kentucky), une ville importante et stratégiquement située.

### Commandement des forces confédérées dans le théâtre occidental
Le 10 septembre 1861, Johnston fut affecté au commandement de la vaste zone détenue par les Confédérés, située à l'ouest des monts Allegheny, à l'exception des zones côtières. Il devint commandant des armées occidentales des états confédérés, connues sous le nom de théâtre occidental ou théâtre militaire occidental. Après sa nomination, Johnston rejoignit immédiatement son nouveau territoire. Il fut autorisé à faire appel aux gouverneurs de l'Arkansas, du Tennessee et du Mississippi pour obtenir de nouvelles troupes, bien que cette autorisation fût largement étouffée par la politique, en particulier dans le Mississippi. Le 13 septembre 1861, en vue de la décision de la législature du Kentucky de se ranger du côté de l'Union après l'occupation de Columbus par Polk, Johnston ordonna au brigadier-général Felix Zollicoffer et à 4 000 hommes, d'occuper Cumberland Gap dans le Kentucky, afin de bloquer les troupes de l'Union et de les empêcher d'entrer dans l'est du Tennessee. Le 18 septembre, il donna l'ordre au brigadier-général Simon Bolivar Buckner, Sr. et à nouveau à 4 000 soldats, de bloquer la voie de chemin de fer en direction du Tennessee à Bowling Green, Kentucky.
Johnston avait moins de 40 000 hommes répartis dans le Kentucky, le Tennessee, l'Arkansas et le Missouri. Parmi eux, 10 000 se trouvaient dans le Missouri sous les ordres du major-général Sterling Price, appartenant à la Garde de l'État du Missouri. L'appel initial de Johnston aux gouverneurs pour obtenir des hommes supplémentaires ne fut pas immédiatement concluant mais Johnston avait un autre problème, encore plus important, puisque ses forces étaient sérieusement à court d'armes et de munitions, ses propres troupes étant elles aussi touchées. Comme le gouvernement confédéré concentrait ses efforts sur les unités de l'est, il n'octroya à Johnston que de petits renforts et des quantités minimes d'armes et de matériel. Johnston ne pouvait maintenir sa défense que par des raids et d'autres mesures visant à faire apparaître ses forces comme étant supérieures à ce qu'elles étaient vraiment, une stratégie qui fonctionna pendant plusieurs mois. Les tactiques de Johnston avaient tellement dérangé et embrouillé le brigadier-général de l'Union William Tecumseh Sherman qu'il perdit quelque peu ses nerfs, surestima les forces de Johnston, et finit par être assisté par le brigadier-général Don Carlos Buell le 9 novembre 1861.

### Bataille de Mill Springs
L'Est du Tennessee était détenu par les états confédérés et était sous le commandement de deux brigadiers-généraux insignifiants, nommés par Jefferson Davis. Il s'agissait de Felix Zollicoffer, un brave officier sans formation ni expérience, et du major-général George B. Crittenden, un ancien officier de l'armée des États-Unis qui apparemment, avait des problèmes d'alcool. Pendant que Crittenden était à Richmond, Zollicoffer déplaça ses forces au nord de la partie supérieure de la rivière Cumberland, près de Mill Springs (zone aujourd'hui appelée Nancy (en)), tournant alors le dos à la rivière et se retrouvant ainsi piégées. Zollicoffer jugea qu'il était impossible d'obéir aux ordres consistant à retourner de l'autre côté de la rivière, en raison de la rareté des transports et de la proximité des troupes de l'Union. Lorsque le brigadier-général George H. Thomas alla à la rencontre des forces confédérées, Crittenden décida d'attaquer l'une des deux parties que dirigeait Thomas à Logan's Cross Roads, près de Mill Springs, avant que les forces de l'Union ne pussent s'unifier. Le 19 janvier 1862, les Confédérés, alors mal préparés après avoir marché toute une nuit sous la pluie, attaquèrent les forces de l'Union avec un certain succès initial. Alors que la bataille progressait, Zollicoffer fut tué et Crittenden, probablement en état d'ébriété, fut dans l'incapacité de prendre la tête des forces confédérées qui furent refoulées et mises en déroute par une charge à la baïonnette de l'Union, essuyant des pertes de 533 hommes sur 4 000. Les troupes confédérées qui s'échappèrent furent affectées dans d'autres unités tandis que Crittenden dut rendre compte de sa conduite.
Après cette défaite des Confédérés lors de la bataille de Mill Springs, Davis envoya à Johnston une brigade et quelques autres renforts par ci par là, il envoya également le général PGT Beauregard, qui était censé attirer des recrues en raison des victoires qu'il avait connues au début de la guerre, et fournir à Johnston un subordonné compétent. Cependant, la brigade arriva avec John B. Floyd, un brigadier-général incapable, qui devait prendre la tête des opérations au Fort Donelson, en tant que général-chef, juste avant que le brigadier-général Grant n'attaquât le fort. Le déplacement vers l'ouest de Beauregard contribua à la décision des commandants de l'Union d'attaquer les forts afin d'agir, selon eux, avant que Beauregard ne pût faire la différence dans le théâtre. Ils avaient entendu dire qu'il était accompagné de 15 régiments, ce qui était en réalité totalement faux.

### Fort Henry, Fort Donelson, Nashville
Partant de l'hypothèse que la neutralité du Kentucky agirait comme un bouclier contre une invasion directe du nord, le Tennessee avait d'abord envoyé des hommes en Virginie et concentré sa défense dans la vallée du Mississippi, des conditions qui, en septembre 1861, n'étaient plus appliquées. Avant même l'arrivée de Johnston dans le Tennessee, deux forts avaient été préparés pour défendre le Tennessee ainsi que la Cumberland qui offraient des routes pour entrer dans l'État par le nord. Ces deux lieux avaient été choisis dans le Tennessee afin de respecter la neutralité du Kentucky, mais ce n'étaient pas des endroits idéaux. Fort Henry, situé sur la rivière Tennessee, était un lieu particulièrement défavorable, de basse altitude, et dominé par des collines sur le côté Kentucky de la rivière. Fort Donelson, sur la rivière Cumberland, bien que mieux situé, ne donnait également pas satisfaction car le terrain était vulnérable et l'artillerie lourde était insuffisante pour répondre à l'attaque des canonnières.
Le major-général Polk ignorait les problèmes que connaissaient le Fort Henry et le Fort Donelson quand il prit le commandement et, après que Johnston eut pris le contrôle des opérations, il refusa d'abord d'obéir à l'ordre que Johnston lui avait donné, celui d'envoyer le lieutenant-ingénieur Joseph K. Dixon inspecter les forts. Johnston affirma cependant son autorité et Polk finit par permettre à Dixon d'effectuer cette mission. Ce dernier recommanda le maintien et le renforcement des forts, malgré leur emplacement peu idéal, car beaucoup de travaux les concernant avaient déjà été menés, et les Confédérés pourraient ne pas avoir le temps d'en construire de nouveaux. Johnston accepta les recommandations. Il voulait nommer le major (qui devint ensuite le lieutenant général Alexander P. Stewart pour prendre le commandement des forts mais le président Davis choisit le brigadier-général Lloyd Tilghman. Puis, afin d'empêcher Polk de disperser ses forces en appliquant sa proposition qui était de permettre à certains hommes de rejoindre un groupe de partisans, Johnston lui ordonna d'envoyer le brigadier-général Gideon Pillow et 5 000 hommes à Fort Donelson. Pillow prit position à proximité de Clarksville (Tennessee) et n'avança jusqu'au fort lui-même que le 7 février 1862. Alerté par une reconnaissance de l'Union le 14 janvier 1862, Johnston ordonna à Tilghman de fortifier les hauteurs situées face au Fort Henry, ce que Polk avait omis de faire malgré les ordres de Johnston. Tilghman ne réussit également pas à agir de manière décisive concernant ces ordres qui, en tout état de cause, ne pouvaient plus être convenablement menés à bien.
Le général Beauregard rejoignit le quartier général de Johnston à Bowling Green le 4 février 1862, et reçut le commandement global de la force de Polk située à l'extrémité ouest de la ligne de Johnston, à Columbus, Kentucky. Le 6 février 1862, les canonnières de l'Union Navy réduisirent rapidement les moyens de défense de Fort Henry qui était mal situé, causant 21 victimes chez les Confédérés dont la force était déjà diminuée. Le brigadier-général Lloyd Tilghman fit se rendre les 94 officiers et soldats restants de sa force constituée d'environ 3 000 hommes qui n'avaient pas été envoyés au Fort Donelson avant que la force américaine de Grant eût pu même prendre position. Johnston savait qu'il pouvait être piégé à Bowling Green si Fort Donelson tombait, il déplaça donc sa force à Nashville, capitale du Tennessee et centre industriel confédéré de plus en plus important, à partir du 11 février 1862.
Johnston renforça également Fort Donelson lui attribuant 12 000 hommes supplémentaires, on retrouvait parmi eux ceux obéissant aux ordres de Floyd et Pillow, une curieuse décision car il pensait que les canonnières de l'Union pouvaient à elles seules être en mesure de prendre le fort. Il ordonna cependant aux commandants du fort d'évacuer les troupes au cas où le fort ne pouvait être tenu. Les principaux généraux, Gideon J. oreiller et John B. Floyd, envoyés au fort pour commander la garnison élargie, laissèrent passer leur chance afin d'éviter la capitulation de la plus grosse partie de la garnison, et le 16 février 1862, le brigadier-général Simon Buckner, ayant été abandonné par Floyd et Pillow, céda Fort Donelson. Le colonel Nathan Bedford Forrest s'échappa avec sa force de cavalerie d'environ 700 hommes avant la capitulation. Les Confédérés subirent des pertes d'environ 1 500 hommes et un nombre de prisonniers estimé entre 12 000 et 14 000. Du côté de l'Union, il y eut 500 tués, 2 108 blessés et 224 disparus.
Après leur avoir ordonné d'ajouter leurs forces à la garnison, justifiant ainsi sa supériorité numérique, Johnston n'eut d'autre possibilité que de permettre à Floyd et Pillow de prendre le commandement de Fort Donelson. Il en endossa la responsabilité mais dut faire face à des appels favorables à son retrait car une explication complète devant la presse et le public aurait révélé la faiblesse de la position confédérée. Son système de défense passif et son choix de se positionner à l'avant, à Bowling Green, répandant ses forces de manière trop éparse, omettant de les concentrer pour faire face aux avancées de l'Union, et nommant ou comptant sur des subordonnés inadéquats ou incompétents, lui valurent à l'époque des critiques qui furent plus tard renouvelées par certains historiens. La chute des forts exposa Nashville à une attaque imminente, et elle tomba sans résistance dans les mains des forces de l'Union, sous le commandement du brigadier-général Buell le 25 février 1862, deux jours après la décision de Johnston de retirer ses forces afin d'éviter qu'elles ne se fissent également capturer.

## Concentration à Corinth
À travers son territoire, Johnston disposait encore de diverses unités militaires dispersées qui se retiraient vers le sud afin d'éviter l'isolement. Johnston lui-même se retira avec la force qu'il dirigeait personnellement, l'armée du Kentucky central, basée à proximité de Nashville. Avec l'aide de Beauregard, Johnston décida de rassembler ses forces avec celles qui étaient autrefois sous les ordres de Polk et qui désormais obéissaient déjà à Beauregard, à la croisée des chemins de fer de Corinth, Mississippi, un lieu stratégique qu'il rejoignit par une voie détournée. Johnston observa les forces de l'Union, maintenant sous le commandement général de l'inexpérimenté major-général Henry Halleck, désorienté et hésitant à se déplacer, permettant ainsi à Johnston d'atteindre son objectif de manière inaperçue. Ce retardement permit finalement à Jefferson Davis d'envoyer des renforts issus des garnisons des villes côtières et un autre général Braxton Bragg, très bien noté mais ombrageux, afin d'aider à organiser les forces occidentales. Bragg calma au moins les nerfs de Beauregard et Polk devenus agités en raison de leur situation désastreuse apparente face à des forces supérieures en nombre avant l'arrivée de Johnston le 24 mars 1862.
L'armée de Johnston, composée de 17 000 hommes, permit aux Confédérés d'obtenir une force unifiée d'environ 40 000 à 44 669 hommes à Corinth. Le 29 mars 1862, Johnston prit officiellement le commandement de cette force unifiée qui conserva le nom d'Armée du Mississippi, nom sous lequel elle avait été organisée par Beauregard le 5 mars.
Johnston prévoyait maintenant de vaincre les forces de l'Union au coup par coup avant que les différentes unités de l'Union dans le Kentucky et le Tennessee obéissant aux ordres de Grant, composées de 40 000 hommes basés à proximité de Pittsburg Landing (en), et que les 35 000 hommes du désormais major-général Don Carlos Buell qui étaient partis de Nashville, ne pussent s'unir contre lui. Johnston mit son armée en mouvement le 3 avril 1862, avec l'intention de surprendre la force de Grant dès le lendemain, mais elle se déplaça lentement en raison de son inexpérience, du mauvais état des routes, et d'un manque de préparation adéquate. L'armée de Johnston prit finalement position, sans être vue, le soir du 5 avril 1862, à un km ou deux de la force de Grant.

### Bataille de Shiloh et décès

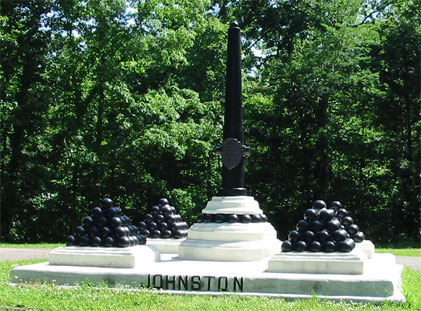
Monument dédié à Johnston situé dans le parc militaire national de Shiloh.

Johnston, avec ses forces unifiées, lança une attaque surprise massive contre Grant lors de la bataille de Shiloh le 6 avril 1862. Tandis que les forces confédérées envahissaient les camps de l'Union, Johnston semblait être partout, conduisant et ralliant personnellement les troupes le long de la ligne, sur son cheval. Vers 14h30, alors qu'il menait une des charges contre un camp de l'Union près de "Peach Orchard", il fut blessé, prenant une balle derrière le genou droit. À ce moment-là, il ne considéra apparemment pas la blessure comme étant sérieuse, et envoya par conséquent son médecin personnel porter assistance à des soldats de l'Union capturés et blessés. Il est possible que le duel de Johnston en 1837 ait causé des lésions nerveuses ou un engourdissement de sa jambe droite et que par la suite, il ne sentit plus sa blessure à la jambe. La balle avait en effet coupé une partie de son artère poplitée et sa botte était remplie de sang. En quelques minutes, les hommes de Johnston le virent quasiment s'évanouir, prêt à tomber de son cheval. Parmi eux, se trouvait Isham G. Harris, le gouverneur du Tennessee, qui avait cessé de faire tout effort réel pour agir comme gouverneur après avoir appris que Abraham Lincoln avait nommé Andrew Johnson gouverneur militaire du Tennessee. Voyant Johnston s'affaisser sur sa selle et son visage blêmir, Harris demanda : « Général, êtes-vous blessé? » Johnston jeta un œil sur sa blessure à la jambe, puis regardant Harris en face, lui répondit avec ses derniers mots : « Oui, et je crains que ce soit sérieux ». Harris et d'autres officiers descendirent Johnston de son cheval, le transportèrent vers un petit ravin près d'un lieu appelé "Hornets Nest" et essayèrent désespérément d'aider le général, tentant de faire un garrot à sa blessure, mais à ce stade, ils ne pouvaient pas faire grand-chose car il avait déjà perdu beaucoup de sang.
Très vite, il perdit connaissance et se vida de son sang quelques minutes plus tard. Harris et les autres officiers enveloppèrent le corps du général Johnston dans une couverture afin de ne pas endommager le moral des troupes à la vue du général sans vie. On emmena Johnston et son cheval blessé qui portait le nom de Fire Eater rejoindre son quartier général sur la route de Corinth, où son corps resta dans la tente qu'il occupait jusqu'au retrait de l'armée confédérée à Corinth le lendemain, le 7 avril 1862. Le corps quitta ce lieu pour être transporté dans la maison du colonel William Inge, qui avait été son quartier général à Corinth. On le couvrit du drapeau confédéré et il resta ainsi pendant plusieurs heures.
Il est probable qu'un soldat confédéré ait tiré la charge mortelle car aucun soldat de l'Union ne fut aperçu derrière Johnston à ce moment-là. On sait en revanche que de nombreux Confédérés tiraient sur les lignes de l'Union alors que Johnston chargeait, bien à l'avant de ses soldats.
Johnston fut la victime de plus haut rang que la guerre produisit, des deux côtés confondus, et sa mort fut un coup dur pour le moral des Confédérés. Jefferson Davis le considérait comme le meilleur général du pays; mais c'était deux mois avant l'arrivée de Robert E. Lee qui devint le général prééminent des forces confédérées.

## Épitaphe

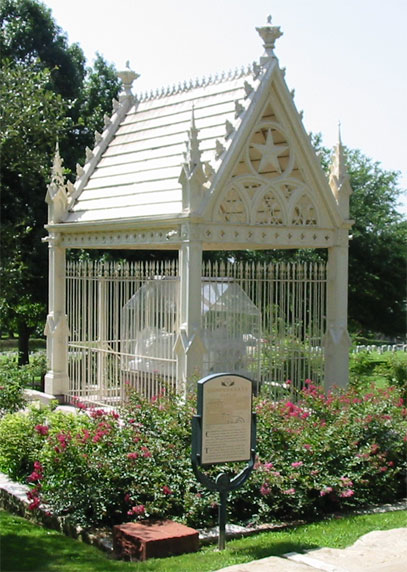
Tombe de Johnston, dans le à Austin, au Texas.

Eliza, l'épouse de Johnston, et ses six enfants, lui survécurent. Accompagnée de ses cinq jeunes enfants, dont l'un était né après le départ de Johnston à la guerre, elle décida d'aller vivre chez elle, à Los Angeles, avec son frère, le docteur John Strother Griffin (en). Le fils aîné de Johnston, Albert Sidney Jr. (né au Texas), l'avait déjà suivi pour rejoindre l'armée des états confédérés.
Cependant, en 1863, après être retourné chez lui en permission à Los Angeles, il quitta le port de San Pedro. Alors que des passagers en provenance d'un ferry montaient à bord d'un bateau à vapeur, une vague scélérate submergea le ferry. Cela fit exploser les chaudières et ce fut ainsi que le fils rejoignit son père.
Le général Johnston, tué alors qu'il était en selle, reçut les plus beaux éloges jamais accordés par le gouvernement confédéré ; des récits exagérés furent publiés le 20 décembre 1862, et par la suite, dans le Star de Los Angeles, la ville natale de sa famille. Les rues Johnston Street et Hancock Street, ainsi que l'avenue Griffin Avenue, toutes situées au nord-est de Los Angeles, ont été nommées en honneur du général et de sa famille qui vivaient dans le quartier.
Johnston fut d'abord enterré à La Nouvelle-Orléans. En 1866, une résolution commune de la législature du Texas permettant une nouvelle inhumation dans le cimetière de l'État du Texas (en) d'Austin fut votée. La ré-inhumation eut lieu en 1867. Quarante ans plus tard, l'État choisit Elisabet Ney pour concevoir un monument et une sculpture le représentant, destinés à être placés à l'endroit où se situait sa tombe.

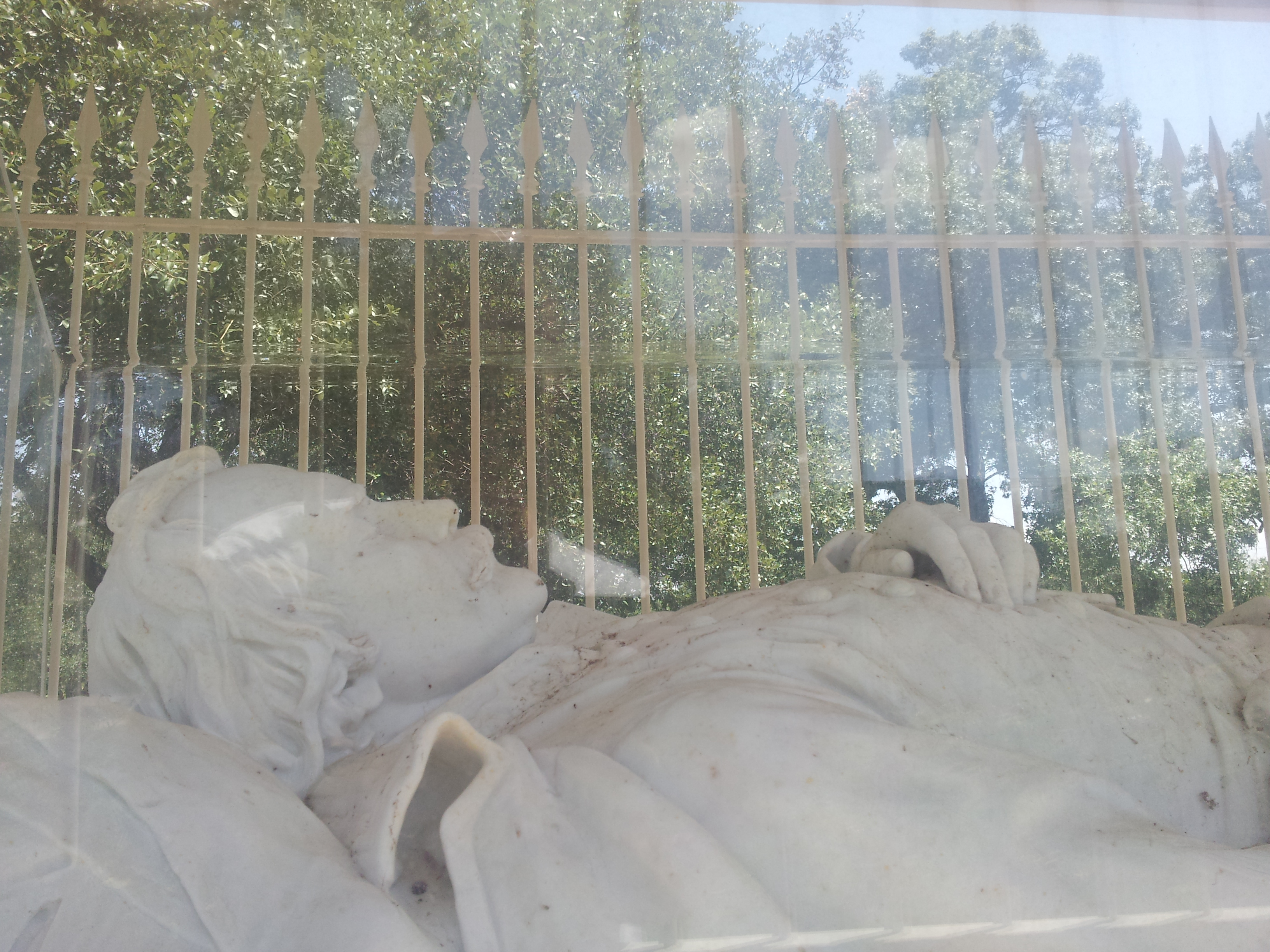
Sculpté par Elisabet Ney.

La Commission historique du Texas a érigé un repère historique près de l'entrée de ce qui fut autrefois sa plantation. Un repère adjacent a été érigé lors de la période San Jacinto des Daughters of the Republic of Texas (en) et de celle des United Daughters of the Confederacy à laquelle Lee, Roberts, et Davis ont participé.
L'université du Texas à Austin a également rendu hommage à Johnston, une statue s'élève en effet sur le South Mall.